# Pipunculus zlobini
Pipunculus zlobini är en tvåvingeart som beskrevs av Kuznetzov 1991. Pipunculus zlobini ingår i släktet Pipunculus och familjen ögonflugor. Inga underarter finns listade i Catalogue of Life.